# Liste der denkmalgeschützten Objekte in Peilstein im Mühlviertel
Die Liste der denkmalgeschützten Objekte in Peilstein im Mühlviertel enthält die 5 denkmalgeschützten, unbeweglichen Objekte der Gemeinde Peilstein im Mühlviertel in Oberösterreich (Bezirk Rohrbach).

## Denkmäler
| Foto |                 | Denkmal                                                                            | Standort                                          | Beschreibung | Metadaten |
| ---- | --------------- | ---------------------------------------------------------------------------------- | ------------------------------------------------- | --- | --- |
| ja   | Datei hochladen | Bildstock HERIS-ID: 17744 Objekt-ID: 14029                                         | Kirchbach 17, neben Standort KG: Kirchbach        | Der Tabernakelpfeiler mit der Jahreszahl 1670 zeigt Bilder des Gnadenstuhls und der Heiligen Michael, Florian und Christopherus. | BDA-Hist.: Q37841032 Status: § 2a Stand der BDA-Liste: 2025-06-30 Name: Bildstock GstNr.: 4840/3                                                                        |
| ja   | Datei hochladen | Friedhofskreuz HERIS-ID: 17751 Objekt-ID: 14036                                    | Hirtergasse 5, in der Nähe Standort KG: Peilstein | Das Friedhofskreuz des 1843 angelegten Friedhofs ist ein mächtiges Kruzifix auf breitem Sockel mit biedermeierlichem Dekor. Es ist mit der Jahreszahl 1843 bezeichnet. | BDA-Hist.: Q37841126 Status: § 2a Stand der BDA-Liste: 2025-06-30 Name: Friedhofskreuz GstNr.: 729/1                                                                    |
| ja   | Datei hochladen | Kath. Pfarrkirche hll. Ägidius und Leonhard HERIS-ID: 17752 Objekt-ID: 14037       | Markt 7, bei Standort KG: Peilstein               | Der spätbarocke Neubau der Pfarrkirche wurde 1797 geweiht, wobei ältere Bauteile wie die Choraußenmauern und der spätgotische Turm in den Neubau integriert wurden. | BDA-Hist.: Q37841150 Status: § 2a Stand der BDA-Liste: 2025-06-30 Name: Kath. Pfarrkirche hll. Ägidius und Leonhard GstNr.: .60 Sankt Ägidius und Leonhard in Peilstein |
| ja   | Datei hochladen | Brunnen HERIS-ID: 17750 Objekt-ID: 14035                                           | bei Markt 9 Standort KG: Peilstein                | Der Brunnen befindet sich zwischen zwei Stiegenaufgängen zum Kirchenplatz östlich der Pfarrkirche und wurde 1959 aus verschiedenen Teilen zusammengefügt. Er besteht aus einem Grander mit der Jahreszahl 1877 und einer barocken Figur auf hohem Podest mit der Jahreszahl 1764. | BDA-Hist.: Q37841102 Status: § 2a Stand der BDA-Liste: 2025-06-30 Name: Brunnen GstNr.: .60 Peilstein - Market fountain                                                 |
| ja   | Datei hochladen | Sog. Schloss Peilstein, ehem. Pflegschaftsgebäude HERIS-ID: 17753 Objekt-ID: 14038 | Richterweg 2 Standort KG: Peilstein               | Das Gebäude wurde 1754 als Amtsrichterhaus errichtet jedoch nie als solches genutzt. Bis 1848 diente es als Pflegschaftsgebäude. Im ersten Drittel des 19. Jahrhunderts wurde der vierflügelige, zweigeschoßige Bau um einen kleinen Innenhof umfassend umgebaut.                 | BDA-Hist.: Q14537893 Status: Bescheid Stand der BDA-Liste: 2025-06-30 Name: Sog. Schloss Peilstein, ehem. Pflegschaftsgebäude GstNr.: 560 Schloss Peilstein             |